# Мортени (Дамбовица)
Мортени (рум. Morteni) насеље је у Румунији у округу Дамбовица у општини Мортени. Oпштина се налази на надморској висини од 196 m.

## Становништво
Према подацима из 2002. године у насељу је живело 3117 становника, од којих су сви румунске националности.

### Хронологија
| Година       | 1992 | 1993 | 1994 | 1995 | 1996 | 1997 | 1998 | 1999 | 2000 | 2001 | 2002 | 2003 | 2004 | 2005 | 2006 | 2007 | 2008 | 2009 | 2010 | 2011 | 2012 | 2013 | 2014 | 2015 | 2016 | 2017 |
| ------------ | ---- | ---- | ---- | ---- | ---- | ---- | ---- | ---- | ---- | ---- | ---- | ---- | ---- | ---- | ---- | ---- | ---- | ---- | ---- | ---- | ---- | ---- | ---- | ---- | ---- | ---- |
| Становништво | 3230 | 3199 | 3185 | 3165 | 3164 | 3135 | 3138 | 3118 | 3093 | 3083 | 3083 | 3060 | 3054 | 3029 | 3031 | 3002 | 2983 | 2967 | 2956 | 2941 | 2947 | 2912 | 2875 | 2841 | 2837 | 2798 |